# Brown County, Kansas
Brown County är ett administrativt område i delstaten Kansas, USA. År 2010 hade countyt 9 984 invånare. Den administrativa huvudorten (county seat) är Hiawatha.

## Geografi
Enligt United States Census Bureau har countyt en total area på 1 482 km². 1 478 km² av den arean är land och 4 km² är vatten.

### Angränsande countyn
- Richardson County, Nebraska - nord
- Doniphan County - öst
- Atchison County - sydost
- Jackson County - sydväst
- Nemaha County - väst

### Orter
- Everest
- Fairview
- Hamlin
- Hiawatha (huvudort)
- Horton
- Morrill
- Powhattan
- Reserve
- Robinson
- Sabetha (delvis i Nemaha County)
- Willis